# クリスティアーナ・ジレッリ
クリスティアーナ・ジレッリ（Cristiana Girelli, 1990年4月23日 - ）は、イタリア・ガヴァルド出身の女子サッカー選手。イタリア女子代表。ユヴェントスFC所属。ポジションはフォワード。

## 経歴

### クラブ
1990年4月23日、イタリア・ロンバルディア州ガヴァルドに生まれ、ヌヴォレーラで育った。薬剤師である父親が会長を務めていたリガモンティ・ヌヴォレーラでサッカーを始め、そこで14歳まで男子と共に練習していた。2004年にはバルドリーノ・ヴェローナに加入すると、2005年11月5日に15歳でセリエAにデビュー。翌2006年5月1日には初得点を決めた。デビューシーズンを7試合1得点で終えると、翌シーズンはさらに出場機会を増やし、初のセリエAのタイトルを獲得した。大学は薬学を専攻したのち生物工学に転向したが、サッカーに専念するために退学。バルドリーノ・ヴェローナでは2013年に退団するまで、3度のスクデットやコッパ・イタリアなどのタイトルを獲得した。
2013年の夏、ブレシアに加入した。在籍した5年間の内、初年度の2013-14シーズンと2015-16シーズンにスクデットを獲得。最終年度の2017-18シーズンにはキャプテンを務めた。
2018年7月、前年度のセリエA覇者であるユヴェントスに加入した。初年度にチームはセリエAを再び制すると、以降も2021-22シーズンまで連続でスクデットを獲得。ジレッリ自身も2019-20シーズンに初の得点王に輝き、続く翌シーズンも同タイトルを獲得した。2023年2月11日のフィオレンティーナとの試合で挙げたゴールによって、ユヴェントス女子において初の公式戦で100得点を達成した選手となった。

### 代表
2013年3月6日、ニコシアで行われたキプロス・カップ2013グループステージのイングランド代表との試合でイタリア代表にデビューした。
イタリアにとって20年振りのFIFA女子ワールドカップとなった2019年フランス大会では、グループステージ2戦目のジャマイカ代表との試合でハットトリックを達成し5-0の勝利に貢献。チームもグループステージを首位で突破、続く決勝トーナメント1回戦では中国代表を破り、1991年大会以来となるベスト8にまで進出した。

## 人物
- アレッサンドロ・デル・ピエロがアイドルであり、腕には「10」と描かれたタトゥーが彫られている[8]。また、インタビューではお気に入りの女子サッカー選手としてドイツのジェニファー・マロジャンの名を挙げた[2]。
- 料理と読書が趣味で、好きな作家としてマルガレート・マッツァンティーニとマッシモ・グラメッリーニ（英語版）が挙げられている[8]。
- 歌手のラウラ・パウジーニのファンであり、2021年にサンレモ音楽祭にゲスト出演したときに共演を果たした[9]。

## タイトル

### クラブ
バルドリーノ・ヴェローナ
- セリエA：3回（2006-07, 2007-08, 2008-09）
- コッパ・イタリア（英語版）：3回（2005-06, 2006-07, 2008-09）
- スーペルコッパ・イタリアーナ（英語版）：3回（2005, 2007, 2008）

ブレシア
- セリエA：2回（2013-14, 2015-16）
- コッパ・イタリア（英語版）：2回（2014-15, 2015-16）
- スーペルコッパ・イタリアーナ（英語版）：4回（2014, 2015, 2016, 2017）

ユヴェントス
- セリエA：4回（2018-19, 2019-20, 2020-21, 2021-22）
- コッパ・イタリア（英語版）：3回（2018-19, 2021-22, 2022-23）
- スーペルコッパ・イタリアーナ（英語版）：3回（2019, 2020, 2021）

### 個人
- セリエA得点王：2回（2019-20, 2020-21）
- アルガルヴェ・カップ得点王：1回（2020）
- グラン・ガラ・デル・カルチョ
  - 年間最優秀女子サッカー選手：2回（2020, 2021）
  - 女子年間ベスト11：2回（2020, 2021）
- パッローネ・アッズッロ（英語版）
  - 最優秀女子サッカー選手：2021
- イタリアサッカー殿堂（英語版）：2022